# یوزف پریبیلینتس
یوزف پریبیلینتس (چکی: Jozef Pribilinec؛ تلفظ اسلواکیایی: [ˈjozɛf ˈprɪbɪlɪɲɛts]؛ زادهٔ ۶ ژوئیه ۱۹۶۰) دونده دو پیاده‌روی سرعت اهل چکسلواکی بود.